# Sternula
Sternula er en slægt af fugle i familien mågefugle. Slægtens 7 arter blev tidligere regnet til Sterna, men på grund af ny viden om ternernes afstamning er de flyttet til Sternula. Arterne er udbredt over alle kontinenter på nær Antarktis.

## Arter
De 7 arter i slægten Sternula:
- Dværgterne, Sternula albifrons
- Persisk dværgterne, Sternula saundersi
- Lille terne Sternula antillarum
- Amazonterne, Sternula superciliaris
- Peruterne, Sternula lorata
- Alfeterne, Sternula nereis
- Damaraterne, Sternula balaenarum